# Селча
Селча е село в Южна България. То се намира в община Девин, област Смолян.

## География
Село Селча се намира в Западните Родопи, община Девин.
Разположено е на 1000 – 1020 м надморска височина, на 14 км от главния път Кричим-Девин.
Граничи на юг-югоизток със селата Стоманево, Михалково, Лясково и Осиково а на северозапад – със с. Фотиново. Землището на Селча се ограничава от р. Въча на изток, р. Гашна на юг-югозапад, от горските стопанства „Девин“ и „Антонивановци“ на запад. Селото е разположено между широколистния и иглолистен пояс. Климатът е планински. Селото разполага с особено благоприятни условия за селски туризъм, но липсата на хотелска база ограничава развитието му.

## История
Най-ранните сведения за съществуването на селото се съдържат в османотурския тимарски данъчен регистър за районите на Пловдивско, Пазарджишко и Смолянско, известен като „Тахрир-дефтер 26“, съставен от османската администрация в края на ХVв., през 1489 г. В този регистър,
съхраняван понастоящем в Истанбулския османски архив към Генералната Дирекция на Държавните архиви на Република Турция в Истанбул, под сигнатура „Istanbul – BOA,TD 26“ селото е посоченоно под същото си име – „Селча“, и е спадало към нахията Филибе (Пловдив), като според самия документ е било част от тимара на спахията „Сюлейман войвода, гулям (т.е. слуга) на Иса бей“. Всички, описани в документа от 1489 г., жители на Селча, посочени под името на селото, без изключение, са само българи-християни /Istanbul – BOA,TD 26, s.139/.
Вторите известни писмени източници, в които се споменава селото, са тимарски данъчни регистри от 1515 – 1518 година. Според данни на местни хора, селото е било разпръснато под формата на махали по различни местности като Селци, Селището, Глоди, Оравко, Посяк, Площина, Доборно, Пазлюво, Котлина, Ляска и др. Едва в началото и средата на ХІХ в. селото се обособява на сегашното място, като хората от различните махали започват да се преселват и се събират. Процесът продължава през целия ХІХ и началото на ХХ в.
Селото се споменава в данъчните регистри на Османската империя под името Селче, Татарпазарджишка кааза.
Няма запазени по-значими останки от антични строежи, освен римските пътища и крепостта „Калето“ в м. Чала. Най-често намираните монети и предмети са от късноримската епоха, II–IV в. Близо до селото, през м. Чала е минавал римският път, свързващ Филипополис с Филипи на Егейско море. Гробищата в м. Оравко са датирани към XIII-XIV в. Намирани са монети от периода на Второто Българско царство, както и византийски бронзови монети.
В околностите на селото се намират редица непроучени тракийски некрополи. В гръцките и римски писмени сведения се посочва, че населението в Родопите е предимно от скотовъдци и няма данни за по-значими поселения от тази епоха. Преди 2500 г. Херодот описва тракийските племена населяващи Родопите – Беси в Западните Родопи, Сатри, Одриси – в източните Родопи, както и Одоманти, Добери (Δοβήροι). Тукидид споменава племето на Диите (Δίοι), населяващи височините на Родопа. Византийските източници описват че целите области Тракия и Македония са се е „славянизирали“ и цялото население говорело славянски език.
През 1870 г. Стефан Захариев, който работи като османски финансов чиновник, издава „Географико-историко-статистическо описание на Татар Пазарджишка кааза – 1864 г.“. В нея той описва нашироко живота, занаятите, нравите и обичаите по това време. Описанието на Селча е следното: Селча (селище) – 3 и 1/2 часа към север от Девлен и 13 часа към юг от града (Татар Пазарджик), с 30 къщи, 1 джамия и 100 жители помаци-кепеджии, земледелци и катранджии.
През 1874 г. босненският сърбин Стефан Веркович издава в Белград сборник с народни песни „Веда Словена – обредни песни от езически времена, съхранени чрез устни предания у македонските и тракийски българи-помаци“, събрани от учителя Иван Гологанов. В предговора на сборника се посочва, че няколко от песните са записани от Ехя ага в с. Селче, Татарпазарджишко. Според предговора, това са песни, събирани изключително сред българите мюсюлмани в Родопите, Беломорска Тракия и Македония. Автентичността на диалекта и съдържанието на песните все още е обект на спор в научните среди. Песните, записани в Селча през 1856 – 1860 г., са: „Песен за Коледов ден“ , „Песен за Масинов ден“  и песен VI от том I – „Слънчева женитба с мома Вълкана“ .
С подписване на Топханенския акт от 5 април 1886 г., с който се признава Съединението на Княжество България с Източна Румелия, селото остава в Османската империя, наред с още 20 други села по поречието на река Въча. Това са т. нар „непокорни“ или „непредадени села“, които влизат в автономията, наричана Тъмръшка република.
Областта е присъединена към България след Балканската война през 1912 година.
Границата на Османската империя с Източна Румелия е минавала на няколко километра на северозапад от Селча, през местността Чала. Близо до селото, в м. Къшлата, е бил стациониран гарнизон от турски гранични войски.

В книгата на Хр. П. Константинов „Непокорните села в Родопските планини“, издадена в 1886 г., откриваме хроника на следосвобожденските години и детайлно описание на отделните села.
| „ | …Селча (в Пещерската околия) или Селица, лежи 1/2 час наляво от река Кричма. Граничи със селата: Михалково, Фотен, Дьовлен и Лясково. Отстои 1 час към югозапад от Михалково, 2 и 1/2 ч. към югоизток от Фотен, 4 ч. към север от Дьовлен, З и 1/2 към северозапад от Лясково, 8 ч. към югоизток от Батак, 10 ч. към юг от Пещера, 14 към юг от Пазарджик, 12 към югозапад от Пловдив,7 часа на вътре от турската граница в североизточно направление. Границата между автономията и републиката е 1 ч. към северозапад от Селча. Плащало е 2528 гроша вергия, 10600 гр. десятък, 6058 гр. бегликъ, всичко – 19186 гроша. Има 50 къщи… | “ |

В края на Балканската война, несигурно за живота си, населението на селото тръгва да бяга от настъпващата българска армия и се изтегля на юг, заедно с изтеглянето на турските войски. Противопоставянето християни—мюсюлмани играе решаваща роля в случая. Стигат до Бяло море и прекарват зимата в Гюмюрджинската равнина. Подновените военни действия в Източна Тракия карат хората да се изтеглят обратно в планината и през пролетта на 1913 г. се връщат по къщите си.
Както стана ясно по-горе, след Съединението на Княжество България с Източна Румелия Селча остава в Одринския вилает, Дьовленска кааза. Статистика за населението откриваме в книгата на Любомир Милетич „Разорението на тракийските българи през 1913 година“.
„Общата численость на българитѣ въ шестьтѣ санджака (окрѫга) на Одринския виляетъ споредъ казанитѣ данни възлиза на 298,726 души, отъ които 176,554 души сѫ българи ексархисти, 24,970 души—патриярхисти, 1700 души унияти и 95,502 души помаци.“

Сравнителната отдалеченост от централен път оставя селото изолирано от околния свят до началото на ХХ в, когато се прокарва единственият път, свързващ го с главния път Кричим—Девин. Откъснатостта на селото от главни административни и търговски центрове го прави непривлекателно за Османските власти и тук няма данни за по-осезаемо турско присъствие. В съседното село Стоманово процесът на турцизация е бил по-засилен и в резултат – към момента цялото население на селото говори турско наречие. Съседното Фотиново е съставено от турци и българи-християни. В Селча се запазва българският дух и език, като местният диалект има характерни за Девинския регион особености.
През времето на т.нар. „Народна власт“ (1945 – 1989) Селча отбелязва значителен подем. Разширява се пътят, прокарва се електричество, подобрява се водоснабдяването. Построяват се сградите на кметството, читалището, училището, пощата, АПК-то, детската градина и здравната сграда. Голяма част от работещите са заети в шивашкия и механичен цех, АПК-то и горските стопанства. Дългогодишни кметове на селото са Х. Кисьов, М. Порязов, Алеко Порязов, Н. Ибишев, Р. Капуров, Алексей Порязов, Д. Топалов и др.
Първото училище в Селча отваря врати през ноември 1920 г. Първият учител е Тодор Симов. Особена заслуга за разширяване и развитие на училището имат Милка Палева (родом от гр. Ямбол) и Никола Палев (родом от с. Златарица), които преподават в Селча от 1929 до 1941 г. Дългогодишни директори на училището са В. Богданов, Младен Порязов, Алексей Порязов, директори на детската градина – Лилова, В. Богданова, В. Добрева.
Читалищни дейци – Я. Шуров, Ат. Кирова.
В края на 80-те години населението наброява 1300 души. След настъпилите демократични промени повечето държавни учреждения са закрити и безработицата става хроничен проблем. Хората се изхранват от земите си. Липсата на перспектива пред младите хора кара голяма част от тях да се изселят в близките градове – Пловдив, Девин, Смолян, Пещера. Селото е споходено от съдбата на повечето малки населени места в Родопите – обезлюдяване. Само за 10 години населението намалява наполовина. Закриват се детската градина и детските ясли, механичният и шивашкият цех. Тук остават само възрастни хора и заетите в училището, кметството и горските стопанства. Останалите хора се занимават със земеделие.

## Религии и обреди
Местното население е българомохамеданско. Женската носия в Селча е традиционна родопска. Съставена от тъкани червено-черен (тъмносин) вълнен сукман, дълги чорапи над коляното, дълга червено-черна (тъмносиня) раирана престилка, черен/тъмносин елек и бяла кърпа. Забраждането, както и в християнските села, е характерно само за възрастните жени.
До началото на 20 век в Селча е имало няколко християнски рода, които постепенно се преселват в съседното село Михалково. Смесените бракове са били рядкост в началото и средата на 20 век и това е основната причина за изселването. След 70-те и 80-те години започват да се сключват все повече смесени бракове на местни с православни християни, католици и с етнически турци от съседните села Фотиново и Стоманово. Наслоените предразсъдъци сред българите християни често карат местните хора да се срамуват и да крият факта че са българи мюсюлмани и избягват да говорят за произхода си.

### Християнство
Запазените топографски имена са показател за християнските корени на местното население. Двата основни квартала са „Чарква“ и „Давидово“. При строеж на къщата на Н. Парпулев в кв. Чарква са намерени остатъците от основите на средновековната църква, която е била еднокорпусна сграда. Няма данни да са намерени части от църковната утвар, кръстове или други материални артефакти, освен основите на църквата. Тя, най-вероятно, е разрушена при възприемането на исляма през ХVІ-ХVІІ век. Топографски свидетели за българската християнска принадлежност на хората в миналото са имената на местностите наоколо, като (св.) „Марина“, „Попин дол“, „Николов гроб“, „Площина“, „Бъзица“, „Ляска“, „Доборно“, „Котлина“, „Ляс“, „Краища“, „Конища“, „Овчица“. За разлика от наложените с исляма мюсюлмански имена, хората са запазили българските имена на местностите наоколо, като жива връзка с едно забравено време.
В комплексната система от религиозни вярвания и обреди на хората от Селча се очертават редица християнски и езически остатъци. С навлизането на съвременния живот в селото, и особено след 1940 – 50 г., повечето обреди са изоставени и забравени.
- Палене на свещи на гробищата

По данни на възрастни хора, навремето са ходили и са палили свещи на гробищата. Това не е характерно за ортодоксалния ислям. Паленето на свещи на гробищата е широко разпространен обичай и сред една друга мюсюлманска общност в България – алевиите. Ограничаване на религиозната свобода по време на комунистическата власт и въвеждането на светски погребения довежда до изоставяне на редица обредни практики в Селча. Понастоящем паленето на свещи на гробищата не се практикува.
- Честването на Гергьовден

На Гергюден сутринта рано майките измиват лицата на децата си с роса от поляните за здраве, а през деня жените изнасят чеизите от гардеробите си и ги простират на слънце. Вярва се, че това е период, в който магиите „хващали“ особено силно. Затова най-възрастният човек оставал буден в нощта срещу Гергьовден, за да пази къщата. Подобни вярвания откриваме и сред българите-християни в Родопите, което отново потвърждава общия родов произход. В честването на Гергьовден, както в цяла България – така и тук, се откриват и остатъци от почитането на тракийския бог-конник.

### Езически остатъци
- Вярата в магии – местното население наричат магиите „правянита“, а магьосниците – правници.
- Вярва се, че навръх Нова Година се отварят вратите към Долния свят.
- В началото на пролетта се провеждат игри на кукери.
- Змей/змия — вярва се, че всеки извор и кладенец си имат господар (сайбия), който най-често е голям смок или змия. В славянската фолклорна традиция змеят има двойствена роля. Вярва се, че в змей се превръща смок, който е живял 40 години. Той спира водата на изворите и е неин пазител. Ако видиш и убиеш стопанина на извора – водата пресъхва. Змията, от друга, страна се свързва със злите сили. Смята се, че ако убиеш змия, това намалява греховете ти. Убитата змия не се вдига от земята – в противен случай ще вали градушка.
- Вярата в магическата и защитна сила на билки и растения.
- Вярата, че „Бог обикаля земята и влиза във всяка къща веднъж годишно“ и заради това на просяк, който потропа на вратата ти, не се отказва милостиня.
- Особено силно запазен е „култът към хляба“. Хляб не се тъпче и не се изхвърля на боклука. Ако изтървеш, без да искаш, хляб на земята – вдигаш го, целуваш го и молиш за прошка. Трохите от масата се събират и се дават за храна на животните. Хляб не се оставя, обърнат нагоре, а винаги в позицията, в която е изпечен. Когато хората работят по нивите, извън селото, винаги след обяда в торбата оставят последния къшей хляб. Не е „на добро“ ако оставиш торбата без хляб. Това е свързано с вярването, че по пътя към селото може да срещнеш някой, който да ти поиска хляб, и ти не бива да му отказваш. Едно от най-страшните проклятия, което местните изричат, е да те ослепи хляба – „Да та изкьорави (х)ляба!“
- Запазена е и вярата в зли духове и нечисти сили. За тях не се говори открито, за да не ги призовеш:
  - Мрава(Морава) е зъл женски дух, който идва в съня ти и смуче кръв. На сутринта на мястото, където те е ухапала Мравата, се появява кръвен белег, който изчезва за няколко дни.
  - Дракус, дракуз – това е зъл мъжки дух, който живее по тавани и мазета и изоставени колиби. Присъствието му се усеща по необяснимото и силно тропане по тавана, стените и вратите на къщите. Ефикасен начин да се отървеш от дракуз, е да го надхитриш и да го „изведеш доброволно“ от къщата.
  - Дива баба – Възрастните често плашат децата с това, че ако не слушат – ще ги дадат на дивата баба, която живее в градините.
  - Вярва се, че нечисти духове на умрели хора обикалят къщите и се крият под стрехите, особено когато вали дъжд. В македонско тези духове са известни с името „отнадвори“ или „вонкашливи“.
- Орадисване (урадисано) – Смята се, че ако човек е седнал или се е застоял на „нечисто“ място, той орадисва. Орадисването се изразява в обща неразположеност, отпадналост, гадене и висока температура. От „нечистото“ място се взема „сущи“ (треви, боклуци, трески) и с тях се накажда болният. В централните Родопи, Смолянско и Чепеларско, орадите са обредни пролетни огньове, които всички прескачат за здраве и пречистване. Палят се през пустите или сиропустната неделя. [7]
- Други езически остатъци са леенето на куршум, мерене на уплах, баене против уроки.

Напластените през вековете вярвания и поверия са били продукт на самобитността на родопчани и отмират с навлизането на съвременния живот в селото.

### Ислям
Приемането на исляма в Селча е процес, който започва в средата и края на ХVІ век. В родовата памет не е запазен споменът за смяната на вярата. За процеса можем единствено да съдим от османските регистри и имената на местностите наоколо: „Чарква“, „Посяк“, „Николов гроб“, „Св. Марина“.
Източници за религиозния състав на населението през Османското владичество са основно имперските данъчните регистри. В първите известни регистри, от 1515 и 1524, за населението на нахия Рупчос, както и от тимарските регистри от 1517 – 1518 г., виждаме, че селото е все още изцяло населено с българи християни.
Регистърът от 1518 година описва главите на домакинствата и общия данък за селото:
| „ | стр.765, село Селче, нахия Рупчос. Златин Драгине, Първо Златин, Димитри Златин, Драгош Златин, Тодор Драгине, Златин Тодор, Димитре Тодор, Дабижив Сиромах, Нешо Дабижив, Стано Дабижив, Нешо Драгота, Стано Малотин, Драгош Малотин, Йован Пришълец, Койо Пришълец, Станко Димитре, Стано Димитре, Рад Димитре, Драгослав Димитре, Коста Гого, Дишко Пришълец, Райо Стоин, Райко Коин, Коин Стано. Неженени младежи от село Селче – Драгота Златин, Драгота Илин, Злате Маликин, Рад Станко, Бойо Коста, Койчо Дабижив, Димитре Беличо, Добре Рашо. Приход от данъци, десятъци и такси – пшеница – 3 муда, 480 акчета; ечемик и др.зърнени храни – 3 муда, 230 акчета; десятък върху коноп – 30; десятък върху пчелни кошери – 20; данък върху воденици – 2 бр, 60; данък върху свине – 20; десятък върху сено – 15; ниабет и данък женитба – 80; испенч – 800; общо домакинства 26; неженени младежи – 9. Приход – 1805 | “ |

За първи път в регистъра на тимарската система от 1569 – 1570 г. откриваме, че една част от населението вече е приела исляма:
„Мустафа син на Абдулах, Перване син на Абдулах, Хамза син на Абдулах, Ала син на Абдулах, Малкюч син на Абдулах, Хюсеин син на Абдулах – неженен.
Неверници – Рад син на Стайко, Димитри син на Радослав, Злато син на Стаю, Рад син на Дано, Стано син на Добре, Стаю син на Радослав, Братоколин син на Косто, Бойо негов син и т.н....“ 
Обяснението на понятието „син на Абдулах“: в османската практика, при приемането на исляма от лица, чиито родители все още са християни, новоприелите се записват като „син на Абдулах“ (раб Божи). Това са първото поколение селчански мюсюлмани, записани в османските регистри.
Друг документ за облагане с данъци, е списък с данък „джизие“ през 1633 – 1634 г. Този данък се е плащал от всички немюсюлмани, като в Селча са посочени 10 домакинства. Там срещаме описано домакинството на Петре Папаз, най-вероятно един от последните християнски свещеници в Селча. Посочени са и християнските домакинства в останалите села в долината на р. Въча: Чуреково – 10, Тъмраш – 20, Забърдо – 10, Лясково – 17, Настан – 17, Триград – 22 домак.
Съжителството на християни и мюсюлмани се тълкува от много историци като показател за бавен и ненасилствен процес на ислямизация. В двутомното си изследване „Помаците“, проф. Радушев разглежда приемането на исляма в Неврокопско, протичащо в продължение на почти 3 века. Като причини за приемане на исляма се посочват редица фактори: по-ниските данъци за мюсюлманите, желанието за вписване в определени еснафски сдружения, доминирани основно от мюсюлмани, придобиване на по-висок социален статус, по-лесен достъп до съдебната система, желание за заемане на административна длъжност, желания за военна кариера и пр. Изследователите често пренебрегват културното влияние на мнозинството и обликът на масовата култура в дадена страна. По такъв начин много от наследниците на българите мюсюлмани приемат християнството, не от прекалена набожност или потребност от духовно напътствие, а поради това, че обликът на масовата култура в съвременна България е християнски.
Няма конкретни доказателства за това дали в Селча ислямът е налаган насилствено или процесът е протичал доброволно. Със сигурност знаем обаче, че от съседното Лясково, част от хората, които предпочитат да останат християни, се изселват и основават новото село Лясково, край Асеновград. В Селча няма данни за запазени родствени връзки с други села от това време.
Сегашната джамия в селото е построена на мястото на по-стара джамия, която е била опожарена през 1912 г. при настъпване на българската войска. В съседство със сградата има гробищен парк, който не се използва от средата на 19 в. Постройката е семпла, четвъртита сграда, с едно основно молитвено помещение и няколко малки обслужващи стаи.
С идването на комунистите на власт започва провеждане на политика на забрана за честване на религиозни празници и обреди. Съборено е съществуващото минаре, по нареждане на околийските власти. Сградата на джамията е запазена. До падането на комунистическия режим на всекидневните молитви присъстват по около 10-ина възрастни мъже. Повечето се молят (кланят) вкъщи, като молитвите „дуви“ се предават в устна форма от възрастните хора на децата.
След падането на комунизма към джамията е построено отново минаре, което е ниско – излиза на 1 – 2 метра от покрива на сградата. Храмът е дело на местни майстори и тук липсва характерната за турските села типична религиозна архитектура. Макар след 90-те години на ХХ в. традиционните религиозните обреди да са възстановени, техен носител отново остава най-възрастното население. Основната част от населението са атеисти, традиционно децата и жените не посещават джамията. В Селча религията има само номинална роля и понятието „българи мюсюлмани“ тук се свързва по-скоро с традиционна приемственост, отколкото с активно изповядване на исляма.
По-значими религиозни обреди, възстановени след 1990 година, са:
- Колене на курбана и раздаването му по време на Рамазан.
- Раздаване на „фадулки“ – вид обреден хляб.
- Фитра – даване на парична помощ на най-бедното население в памет на починали.
- Религиозни погребения
- Молитва за дъжд по време на суша – децата на селото, предвождани от ходжите, обикалят землището на селото и четат молитви. В това се открива голям заряд от предислямската молитва за дъжд, известна в други части на България като „Перперуна“ или „Пеперуда“.

### Обреди
- Мачка̀н – това е традиционен, нерелигиозен обред. На него не се четат молитви. В първата неделя, след раждането на дете в семейството се прави мачкан. На мачкана жените от цялото село, заедно с малките си деца, идват да видят новороденото. Заедно с подаръците, донасят пакет брашно или ориз. Рано сутринта се приготвят няколко казана с храна за гостите. Традиционно се готви „мачкански боб“ и „трахана“. Жените се хранят в къщата на родилката и занасят вкъщи боб или трахана. Не е прието мъже да присъстват на мачкана. Новородените се смятат за особено уязвими за зли сили до 40-ия си ден. Не се оставят сами в стаята. Ако в краен случай се наложи да се оставят сами за малко, до тях се оставят метла или желязо – маша, ръжен за огън. В славянската митология това се свързва със злотворното влиянието на навите.

- Сватби – в миналото се е канело цялото село на сватбата. След 90-те години започват да се правят в по-тесен кръг, като накрая за хорото отново се събира цялото село.

- Изпращане на войник – докато в България все още е съществувала наборна военна служба, традиционно се били канени близки и роднини на изпращането, най-често около 100 души.

- Събори – в миналото се е чествал редовно съборът в местността „Лисичево“, където се събират хора от целия Девински край. В последните няколко години се прави и общоселски събор на местността „Давидово“.

## Фамилни имена
За разлика от топографските имена (имена на реки и местности), които имат силно изразен български характер, основната част от родовите имена в Селча имат характера на мюсюлмански фамилии, производни на лични имена (Асанови – от Хасан) или на прозвище (Семизови – от тур. семиз – пълен, дебел).
През 70-те години на 20 век се извършва смяна на старите имена с нови. Политиката на тогавашните власти е свързана със заличаване на мюсюлманските имена и замяната им с български. Извършва се задължителна подмяна на паспортите, като хората са били принудени да избират нови имена от предоставените им от окръжната управа списъци. Списъците, по една или друга причина, са били съставени с имена, които не са характерни за българите-християни в Родопите. Предоставените имена са били със славянски характер като Станимир, Огнян, Детелин, Цветелин и пр. Не е било разрешено избор на традиционно християнски имена като Христо, Тодор, Петър, Георги, Стоян, Мария, Анна и пр. По-късно, по време на т.нар. „Възродителен процес“, през 80-те години става и смяна на част от фамилните имена.
В миналото е било характерно запазване на моминското име на жената при омъжване и за формално обръщение към по-възрастна жена се използвало фамилното име на рода, от който тя произхожда – Порязка (от Порязовия род), Солачка (Солаковия род), Капурка (Капуровия род), Джебирка (от Джебировия род), Садъчка (от Садъковия род), Мерковица (от Мерковия род), Парпулька (Парпуловия род), Теритка (от Теритовия род) и т.н.
Фамилните родове в Селча са: (стари/нови имена)
Асанови/Санови; Будакови (тур. budak – клон); Мемдьови/Капурови; Меркови; Солакови (тур. solak – левичар); Садъкови (тур. sadık – верен, лоялен, предан); Джебирови/Добреви, Джурови (от араб. джаббир – всемогъщ); Карабогови (тур. kara boĝa – черен бик); Парпулеви; Порязови; Ибишеви/Коларови; Семизови (тур. semiz – дебел, пълен); Фазлуви (тур. fazla – излишък); Гедикови (тур. gedik – недъг, недостатък); Мехмедалиеви/Младенови; Бекирови; Форцови (преселници от изчезналото с. Форцово); Маджирови; Чаушеви (тур. çavuş – глашатай, сержант); Жекови; Кертикови/Бурови (тур. kertik – нарез, нарязан); Белигашкови; Дьовленски (прес. от Дьовлен, дн. гр. Девин); Фотенлиеви (прес. от с. Фотиново); Алиботеви/Ботеви; Исменови/Кисьови (тур. ismen – поименно); Теритови; Мугленчови; Небитови/Младенови; Арнаудови; Балабанови (прес. от с. Балабан, дн. с. Ягодина); Беличеви; Будакови; Буцови; Георгиеви; Ангелови; Димитрови; Ефтимови; Зоневи; Иванови; Ислямови/Маслянови; Каралилови; Кирови; Ковачеви; Коларови; Къневи; Летиеви; Маслянови; Михтиеви/Миткови; Митеви; Низамови; Опови; Салеви/Савови; Сакаджиеви (тур. sakağı); Сакалиеви (тур. sakal – брада); Симови; Топалови; Хаджиеви; Христови; Чобанови; Чолакови; Шаварови; Шайкови; Шурови.

## Диалект
Диалектът в село Селча има характер на западнородопските говори, като се наблюдават редица особености.
- Старобългарската голяма носовка – ѫ преминава в A, за разлика от среднорупчоските говори, където тя преминава в O. Така например кѫща в Селча става к̀аща, рѫка – р̀ака, зѫб – заб, мѫка – мака, мѫжъ – маж, пѫть – пат, нѫщь – нащ-нащи-нащес и т.н. По това говорът се доближава до западнобългарските диалекти – No.2 на картата.
- От друга страна – промяната на стб. ятова гласна ѣ доближава говора до югоизточните говори. Така напр. тук имаме бял-бяли (зап. бел-бели), цал-цали (цел-цели), адин-анна-анне (зап. един-една-едни), дан-дани (зап. ден-дни) и т.н.
- Особено характерно е омекотяването при изговор на съгласни в средата на думата, като Н, Л, М, Т и др, като тук наблюдаваме разлики със среднородопските (рупчоски) говори. Там често има запазване твърдостта на съгласната – мл̀еко, л(ѝ)осно, т̀ежко. Изговорът в Селча е мльако, льасно, тьажко. В края на думата съгласната тук остава твърда – оган, тапан, вагал (въглен). В среднородопските говори срещаме огань, топань, вогаль.
- Друга характерна особеност за говора в Селча е задължителното поставяне на ударението върху първата сричка в повелителна форма: – Н̀аправи! ̀Яла! ̀Иди! Д̀онси! ̀Зями!̀Обриши!̀Осучи!
- Ударението пада върху първата сричка и при някои думи като: д̀етя, р̀яка, гл̀ава и мн.др. В редица случаи местният диалект се доближава до македонските говори. Напр. макя – майка, песня – песен, поя – пея.
- Почти винаги се наблюдава преминаване от мъжки в среден род в глаголната форма на страдателно причастие за мъжки род 3 л.ед.ч. Напр. „Ено чиляк са ѝ фанало да р̀аботи `ав горското.“ „Аметя са`ѝ удрило до де ѝ извадало патала.“
- Особено често използвано е определението бадин, бадна, бадно, банне, банни. Това е наследник на старобългарското съчетание любо ѩдинъ, развило значение на някой, някоя, някое. Обозначението е типично за централно- и западнородопските говори (среща се още като баудин, боудин, будин в Чепеларско и Смолянско)
- Времевите наречия „напреш", „пишим“ (преди), „сетня", „после“ (след, по-късно) („после косан“ – след коситба), „часко“ (довечера), „сачер“ (сае вечер – тази вечер), следват – с малки изменения – развитието на наречията в останалите родопски говори. „Есенес, зимъс, прол̀ет и лятос“ се обособявят като темпорални характеристики, означаващи „през есента, през зимата, през пролетта и през лятото“, по аналогия на „нощес“ в книжовния език, като остатъчна падежна форма от старобългарски език. Други темпорални наречия се образуват от: 1. падежна форма и предлог – „отсутра“ – сутринта, „назсетня, по-низсетня“ – по-нататък, по-късно; 2. падежна форма, предлог и наставка – „завчерашник, заутрешник“ – завчера, денят след утре. Употребяват се и някои времеви форми заети от турски език – „сабалаин“ – утре сутринта, „бир заман“ – едно време, „ер гюн“ – всеки ден, „асаздън“ – изведнъж и др.
- Интересно е и развитието в значението на някои старобългарски думи, като „воня, вуней“, „дрипи“, „папуци“ и др. В съвременния български език те са приели негативна характеристика, докато в селчанския диалект значението им е запазило позитивен заряд. Така например „дрипи“ се използва за всички дрехи, докато в книжовния език думата е станала нарицателна за окъсани и остарели дрехи. Същата е и аналогията с „воня, вони“ – в книжовния език това е нарицателно за неприятна миризма, докато в Селча думата е запазила старобългарското значение, без негативен оттенък. Така словосъчетанието „уней на джаннет“ обозначава изключително приятна миризма. В Селча за 'развалено' винаги се използва сатрито – остатък от ст.б. затрито, което в новобългарския е приело значение на унищожено.
- Тройното членуване (-с, -н, -т), характерно за централнородопските говори, тук е изпаднало. Използва се единствено -т членуване. Остатъци от тройното родопско членуване намираме в показателните и местоимения: есакав, енакав, етакав (такъв); есю, еню, етю (ср. р. – това); еса, ена, ета (ж.р. – тази); есо, ено, ето (м.р. – този); есолькю, енолькю, етолькю (толкова)
- При миналите страдателни причастия в почти всички случаи се използва окончанието -т, което е характерно за много от смолянските говори: оженят, -о (женен, пр. Нашто момче ѝ оженято.); изкопат, -та, -то (изкопан, пр. Нашта градина ѝ изкопата.); направят, -та, -ти (направен, -а, -и); сваршат, -та, -ти (свършен, -на, -ни); забyрят, -та, -ти (забравен, -на, -ни); сатрит, сатрита, сатрити (развален, -а, -и – остатък от стб. затрит, пр. Есю мляко ѝ сатрито); засмят, засмята, засмяти (засмян, -на, -ни). [13]

| Звукова стойност                        | Книжовен еквивалент                 | Пример на употреба                                                                                           |
| --------------------------------------- | ----------------------------------- | --- |
| Я                                       | Аз                                  | Я дж`ида. – Ще ида.                                                                                          |
| Джа                                     | Ще                                  | 1. Джа зяма. – Ще взема.; Дж`им да нагадами дарва. – Ще идем да приготвим дървата.                           |
| Адин, анна, анно                        | Един, една, едно                    | Адин чиляк, анна джина и анно детя                                                                           |
| Бадин, банна, банно                     | Някой, някоя, някое                 | — |
| Есо, еса, есю/Ено, ена, еню             | Този, тази, това/Онзи, онази, онова | Еса каща`ѝ атпен убава! – Тази къща е много хубава! Еню детя алис са`ѝ удрилу – Онова дете май се е ударило. |
| Колькю? Есолькю/Енолькю.                | Колко? Толкова                      | Колькю дица имаш?                                                                                            |
| Чиляк, чиляци; джин̀а, дж̀ени; д̀етя, диц̀а | Мъж, мъже; жена, жени; дете, деца   | — |
| Ес̀ю – Ен̀ю/Сак̀о-так̀о                     | Това-Онова/Набързо, отгоре-отгоре   | — |
| Навалям                                 | Запалвам                            | Н̀авали оганя! – Запали огъня!                                                                                |
| Лит̀и                                    | Вали                                | Пу се дани аптен млогу лити даж. – Тия дни вали много дъжд.                                                  |
| Патала                                  | Картофи                             | Дж`им да прашим паталата. Дано да ни залити – Ще идем да окопаваме картофите. Дано да не завали.             |
| Нога                                    | Крак                                | Болят ма ногити – Болят ме краката.                                                                          |
| Крап, крапа                             | Къс, къса                           | Есо криват `ѝ аптен крап. – Това легло е твърде късо.                                                        |
| Kума бря бубая кальве дарва.            | –                                   | Баща ми реже дърва.                                                                                          |
| Аная вари люта трана.                   | –                                   | Майка вари каша.                                                                                             |
| Да ми анна ганга ас ода.                | –                                   | Дай ми една чаша с вода.                                                                                     |
| Сватбен армаган.                        | –                                   | Сватбен подарък.                                                                                             |
| Гальча ли с аная?                       | –                                   | Говори ли с майка?                                                                                           |

## Кухня
Кухнята в Селча е традиционно родопска. Варивата са предимно на основата на картофи, фасул и леща. Най-често се приготвя телешко, агнешко и по-рядко свинско месо.
Интересни ястия са „кускус с месо“, „люта трана“, „мачкански боб“, „клин с биле“ (лапад), „клин с ориз“, „джильки“ (варена коприва), „срадульки“, „шушеници“, „джупкар“ (варен изсушен зелен фасул с месо), „подлучен зелен фасул“, „татлъ“ (татлии) и др.